# Melampsora aecidioides
Melampsora aecidioides is een schimmel behorend tot de familie Melampsoraceae. Het is een roest die behoort tot het complex Melampsora populnea. Het komt voor op populieren (Ratelpopulier, Grauwe abeel, Witte abeel). DNA-onderzoek heeft aangetoond dat deze soort verwant is aan, maar verschilt, van Melampsora magnusiana en Melampsora rostrupii. 

## Kenmerken
Spermagonia en aecia
Onbekend. 
Uredinia
Uredinia infectie vind plaats aan de bovenkant van het blad. Ze zijn klein, uniform rond en aecidioide, latere aantasting onderzijdig, zeer poederig. De urediniosporen zijn omgekeerd eirond of breed ellipsoïde, de wand is geelachtig of kleurloos met een 2-3 mm dikke wand prominent tandachtig-wrattig (echinulate-wrattig), zonder gladde plek. De sporenmaat is 15–22 × 20–30 µm. Perifere ingebogen parafysen met een grootte van 40-60 × 15-22 μm. 
Telia
Ook telia zijn onbekend, hoewel sommige auteurs hebben gespeculeerd dat deze fase vindt plaats in kleine bruine korstjes.

## Verspreiding
Deze soort komt wereldwijd voor. 

## Foto's

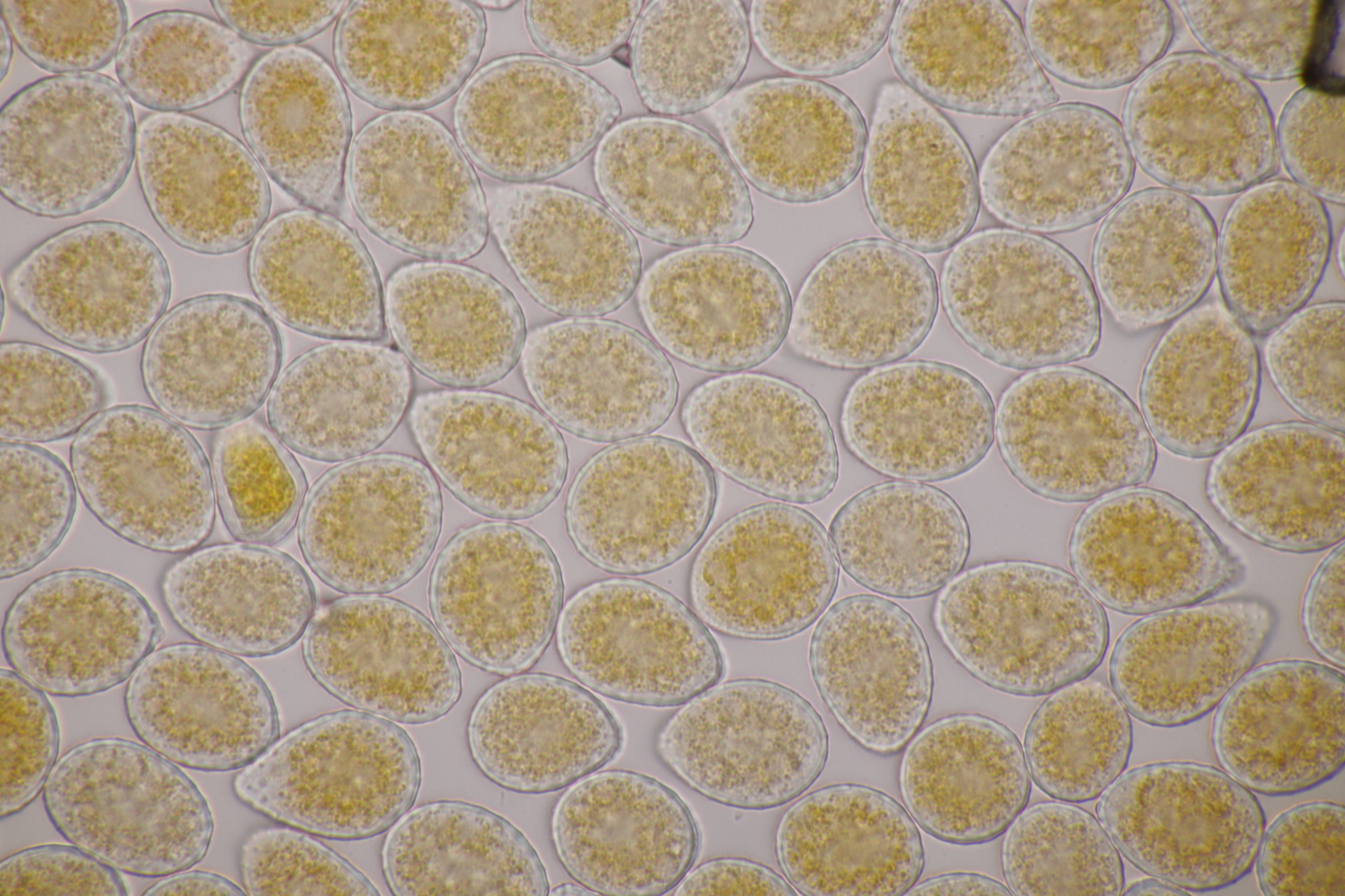
Urediniosporen
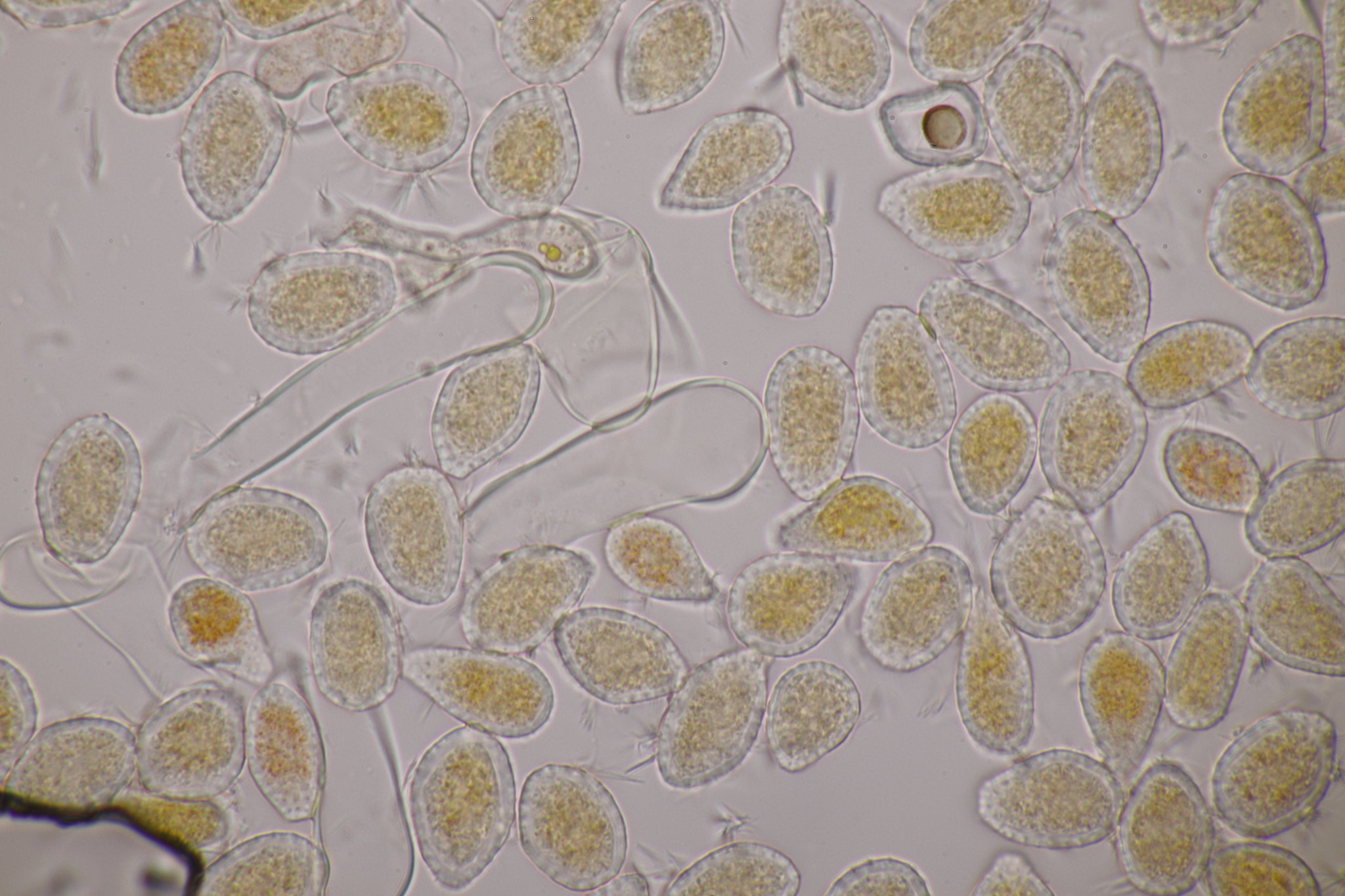
Urediniosporen met hyaliene parafysen

## Verspreiding
Het verspreidingsgebied omvat Noord-Amerika (Canada, VS), Zuid-Amerika (Argentinië), Azië (China, India, Japan, ex-USSR, Libanon) en Europa (Duitsland, België, Oostenrijk, Nederland, Frankrijk, Estland, Groot-Brittannië, Polen).

## Waardplanten
- Populus alba
- Populus × canescens
- Populus tremula

## Trivia
Volgens Index Fungorum is deze soort synoniem met Melampsora populnea 